# اچ‌ام‌اس تتو (جی۳۷۴)
اچ‌ام‌اس تتو (جی۳۷۴) (به انگلیسی: HMS Tattoo (J374)) یک کشتی است که طول آن ۲۲۱ فوت ۳ اینچ (۶۷٫۴۴ متر) می‌باشد. این کشتی در سال ۱۹۴۳ ساخته شد.